# Rhipidura leucophrys
Rhipidura leucophrys là một loài chim trong họ Rhipiduridae.